# To Beast or Not to Beast
To Beast or Not to Beast je šesti album finske hard rok grupe Lordi, koji je objavljen 1. marta 2013. godine. Tradicionalno, bend je po objavljivanju novog albuma ponovo obnovio svoje kostime. Na ovom albumu po prvi put se pojavljuju dva nova člana benda, bubnjar Mana i klavijaturistkinja Hella. Prvi singl pod nazivom „The Riff“ je objavljen 8. februara 2013. Producent albuma je, kao i na prethdnom albumu, Michael Wagener.

## Spisak pesama
1. „We're Not Bad for the Kids (We're Worse)“ - 3:23
2. „I Luv Ugly“ - 3:47
3. „The Riff“ - 3:44
4. „Something Wicked This Way Comes“ - 4:58
5. „I'm the Best“ - 3:15
6. „Horrifiction“ - 3:28
7. „Happy New Fear“ - 4:45
8. „Schizo Doll“ - 4:34
9. „Candy for the Cannibal“ - 4:42
10. „Sincerely with Love“ - 3:14
11. „SCG6: Otus’ Butcher Clinic“ - 3:23

## Članovi benda
- Mr. Lordi - Vokal
- Amen - Gitara, Prateći vokal
- OX - Bas gitara, Prateći vokal
- Hella - Klavijature
- Mana - Bubnjevi